# Železniční trať Jelení Hora – Harrachov
Železniční trať Jelení Hora – Harrachov (též Jizerská železnice, polsky Kolej Izerska, německy Zackenbahn) je železniční trať spojující polská města Jelení Hora (Jelenia Góra, Hirschberg) a Szklarska Poręba (Schreiberhau) s českým Harrachovem, kde navazuje trať do Tanvaldu. Je součástí bývalé pruské trati Zackenbahn, která spojovala Prusko a Rakousko-Uhersko přes Novosvětský průsmyk. Jednotlivé úseky trati jsou v současné době (2022) provozovány organizacemi PKP Polskie Linie Kolejowe, Dolnośląska Służba Dróg i Kolei we Wrocławiu a Správa železnic.

## Historie
První úsek na úpatí Krkonoš byl dokončen v roce 1891. Dokončení horského úseku trvalo několik let. Nejvýše položenou železniční stanicí v Prusku se stala stanice Jakobsthal (Jakuszyce) v blízkosti Novosvětského průsmyku. Pohraniční přechodovou stanicí byl Polaun/Grünthal (Kořenov). Celá trať byla otevřena v roce 1902 spolu s tratí Tanvald – Harrachov. Trať byla elektrifikována v roce 1923.

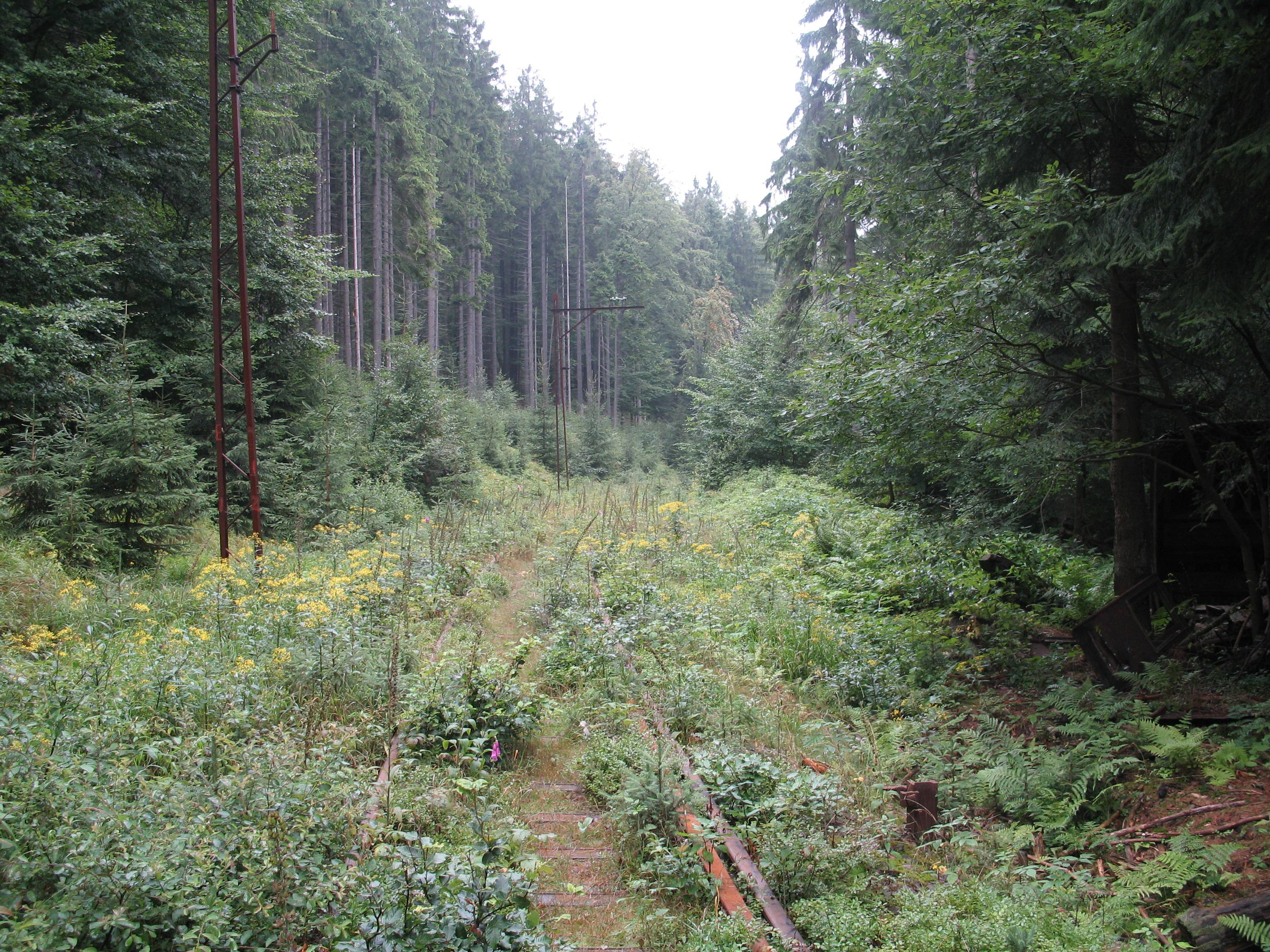
Zarůstající trať mezi Harrachovem a Jakuszyci (rok 2006)

V dubnu 1945 byla většina lokomotiv odstavena. Některé byly přivlastněny v pohraniční stanici Polaun postupující Rudou armádou. Po válce bylo téměř všude elektrické zařízení demontováno a použito k opravě varšavského železničního uzlu. Zbývající lokomotivy dopraveny do Sovětského svazu jako válečná reparace. Slezsko bylo připojeno k Polsku a přeshraniční provoz byl zrušen. Po výměně pohraničních území mezi Československem a Polskem byla česká část rozšířena do Harrachova.
Polské státní dráhy (PKP) provozovaly osobní vlaky až do zastávky Szklarska Poręba Huta (Josephinenhütte) a nákladní vlaky až do Jakuszyc. Trať až po stanici Szklarska Poręba Górna byla opět elektrizována v roce 1987. S výjimkou jednodenní oslavy 100. výročí v roce 2002 nebyl až do roku 2010 obnoven přeshraniční provoz. Vzhledem k rozhodnutí společného monitorovacího výboru operačního programu Evropská přeshraniční spolupráce ČR–Polsko 2007–2013 byl realizován projekt „Revitalizace železniční trati Szklarska Poręba–Harrachov“. Tento projekt byl doporučen k poskytnutí dotace. Rekonstrukce začala v červnu 2009 na polské straně, v říjnu 2009 i na české straně. Pravidelná veřejná železniční doprava přes hranice začala 28. srpna 2010. Do 12. prosince 2015 provozovaly vlaky polská společnost Przewozy Regionalne, na české straně pak Viamont (později GW Train Regio), od 13. 12. 2015 je provozuje polská společnost Koleje Dolnośląskie a České dráhy. Nová smlouva s ČD bude platit až do roku 2033.

## Průběh trati
Trať začíná ve stanici Jelenia Góra (německy Hirschberg (Rsgb) Hbf) a pokračuje směrem na jihozápad přes řeku Bóbr.

## Stanice a zastávky

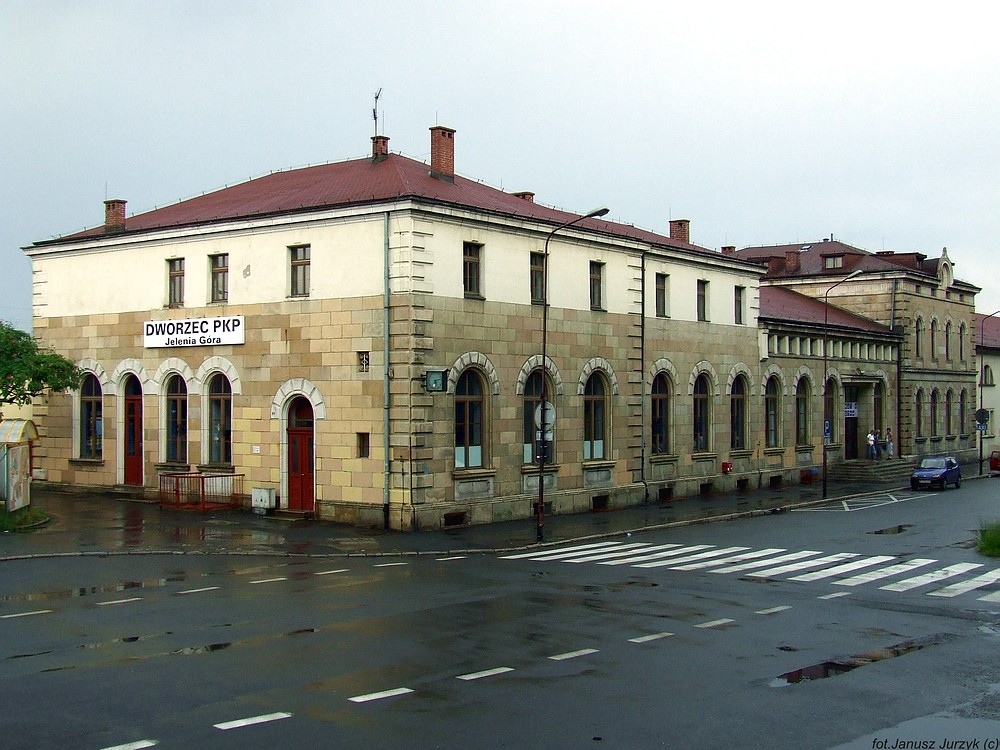
Jelenia Góra
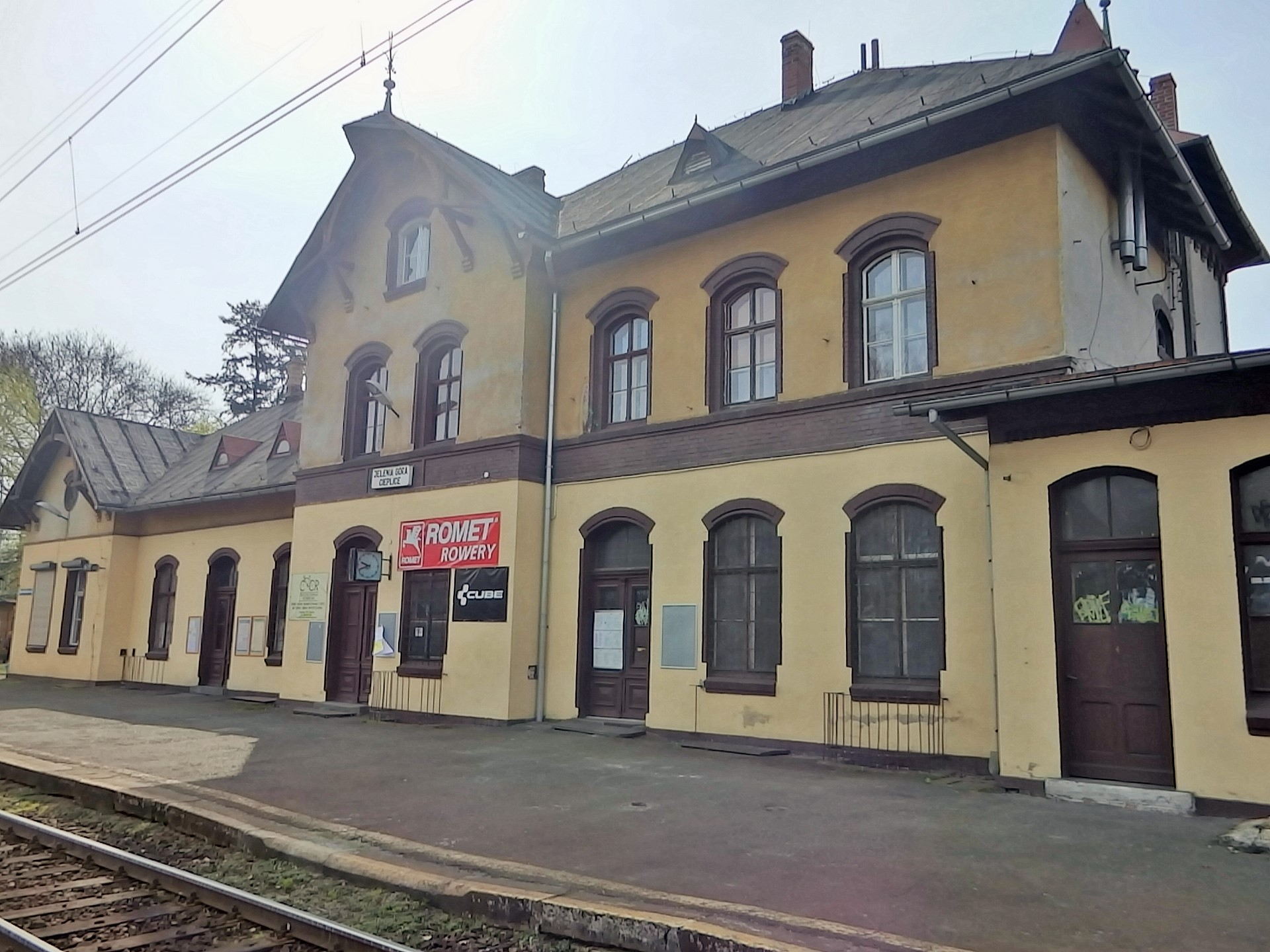
Jelenia Góra Cieplice
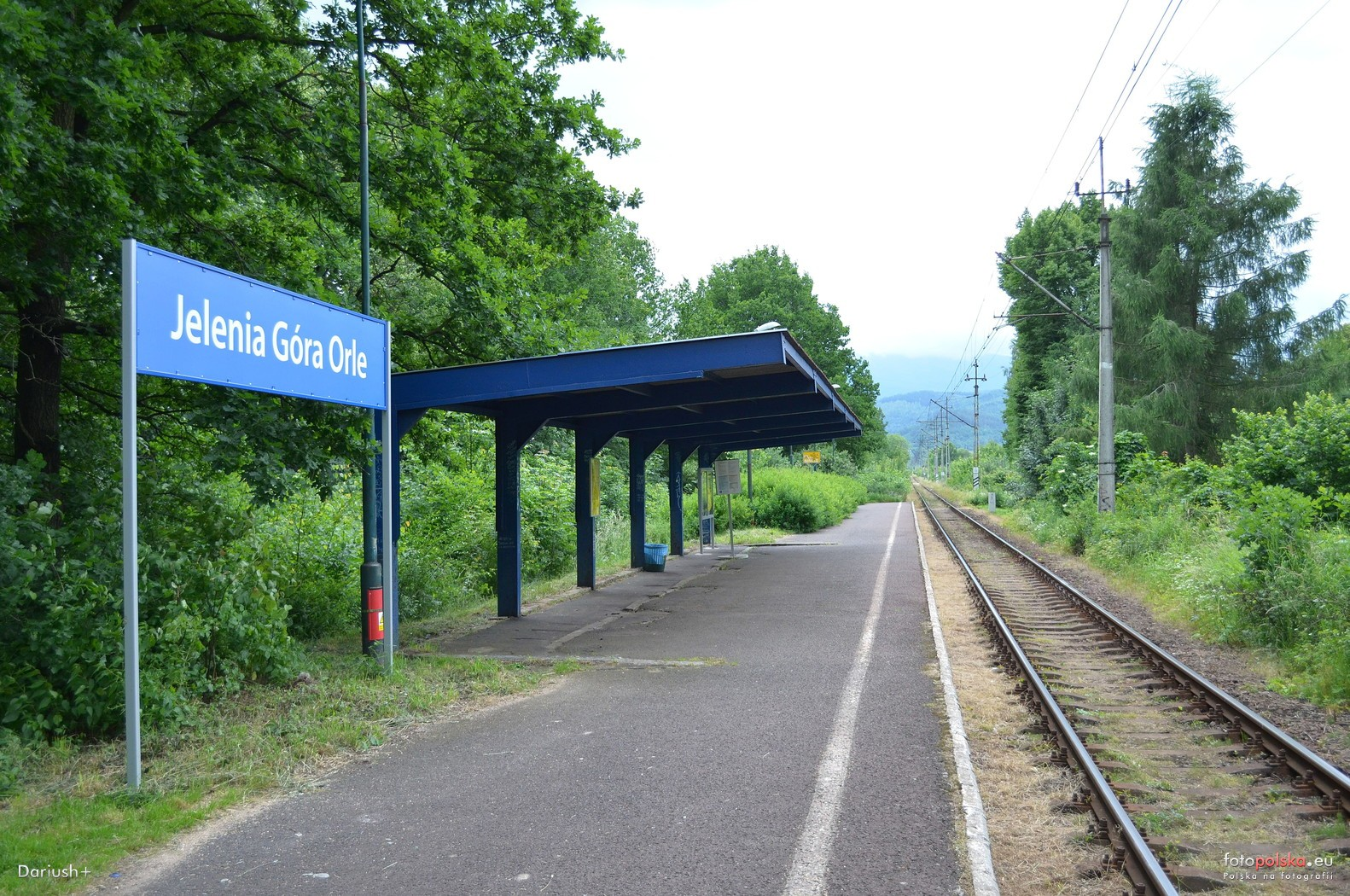
Jelenia Góra Orle
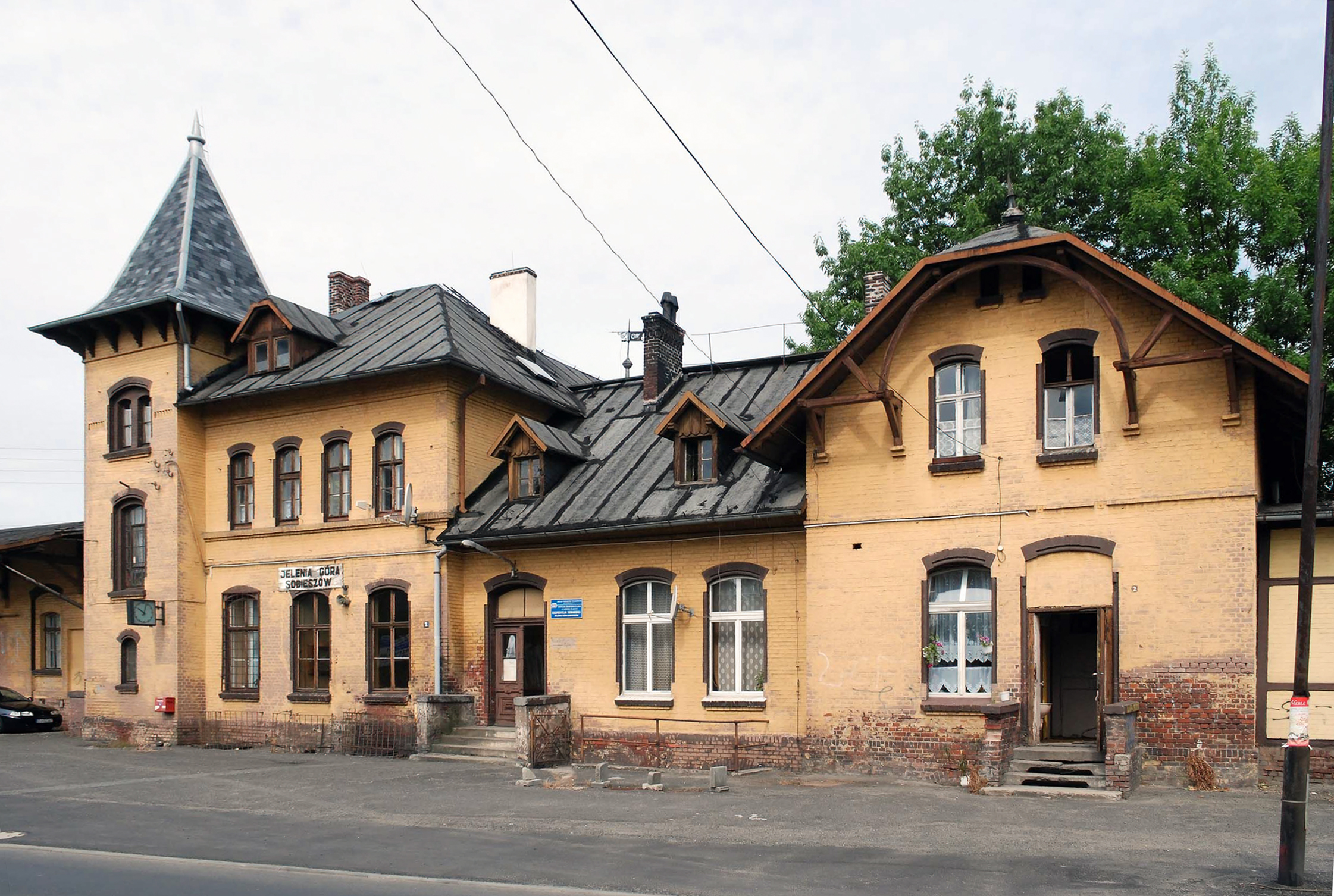
Jelenia Góra Sobieszów
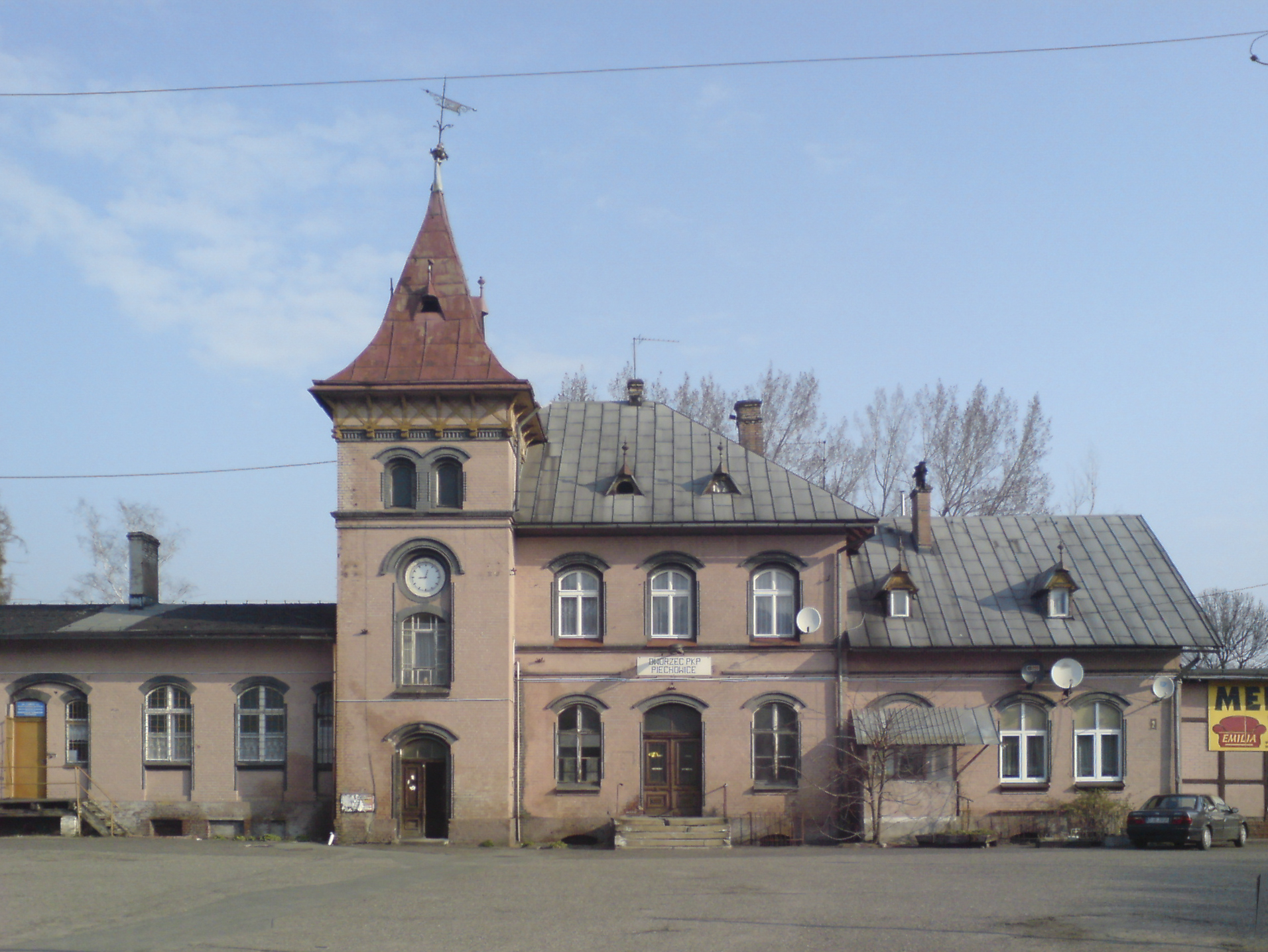
Piechowice
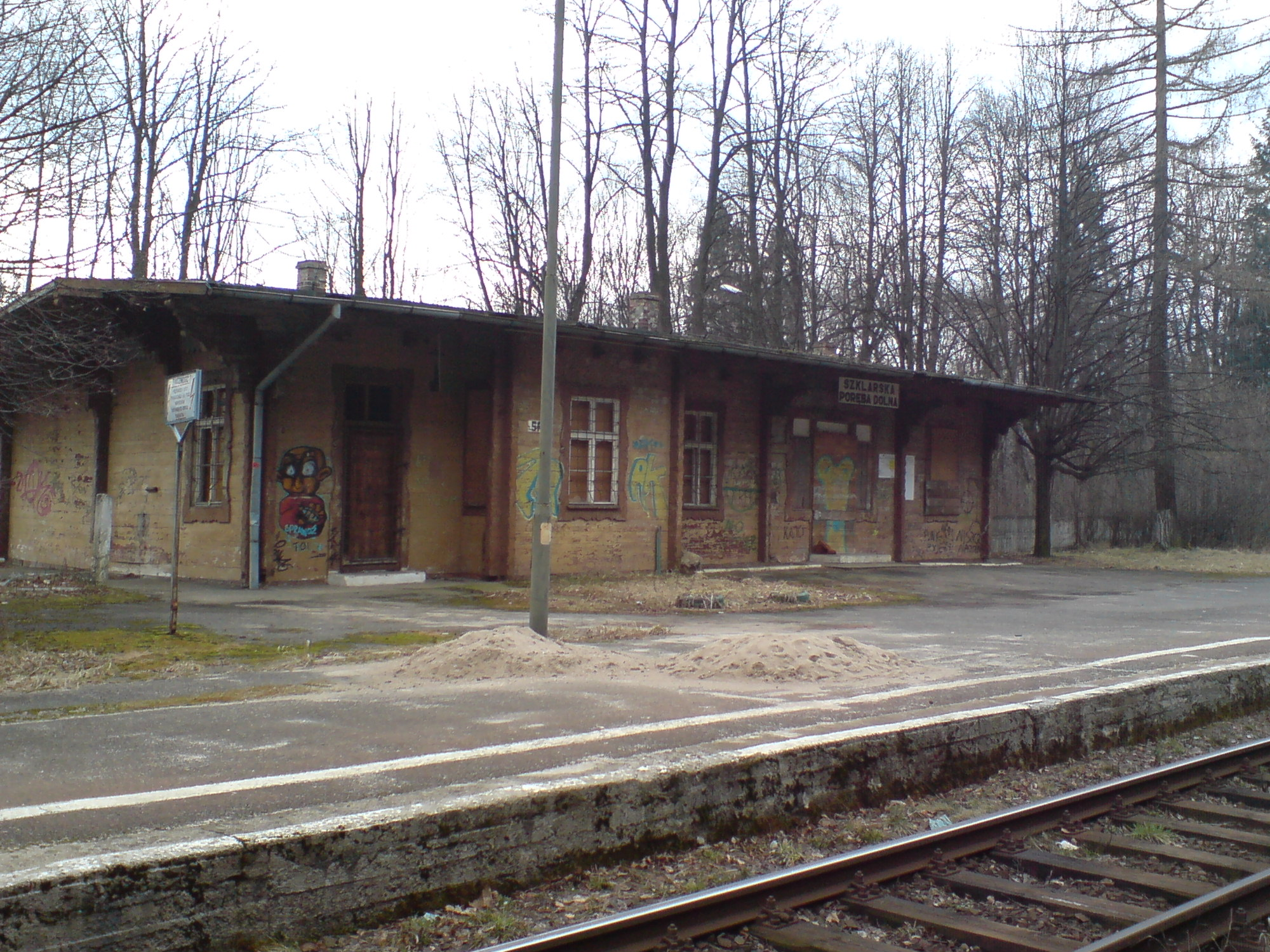
Szklarska Poręba Dolna
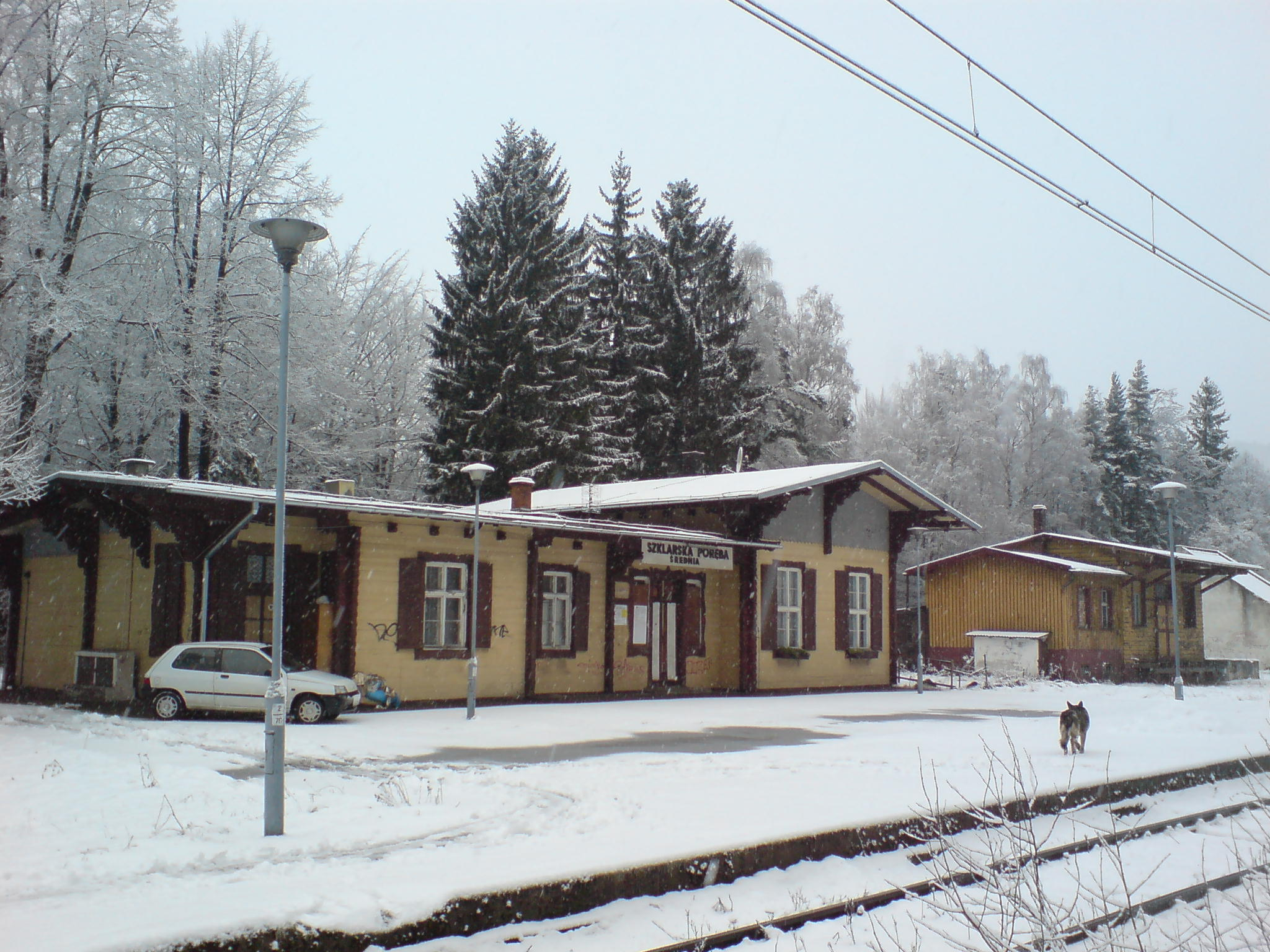
Szklarska Poręba Średnia
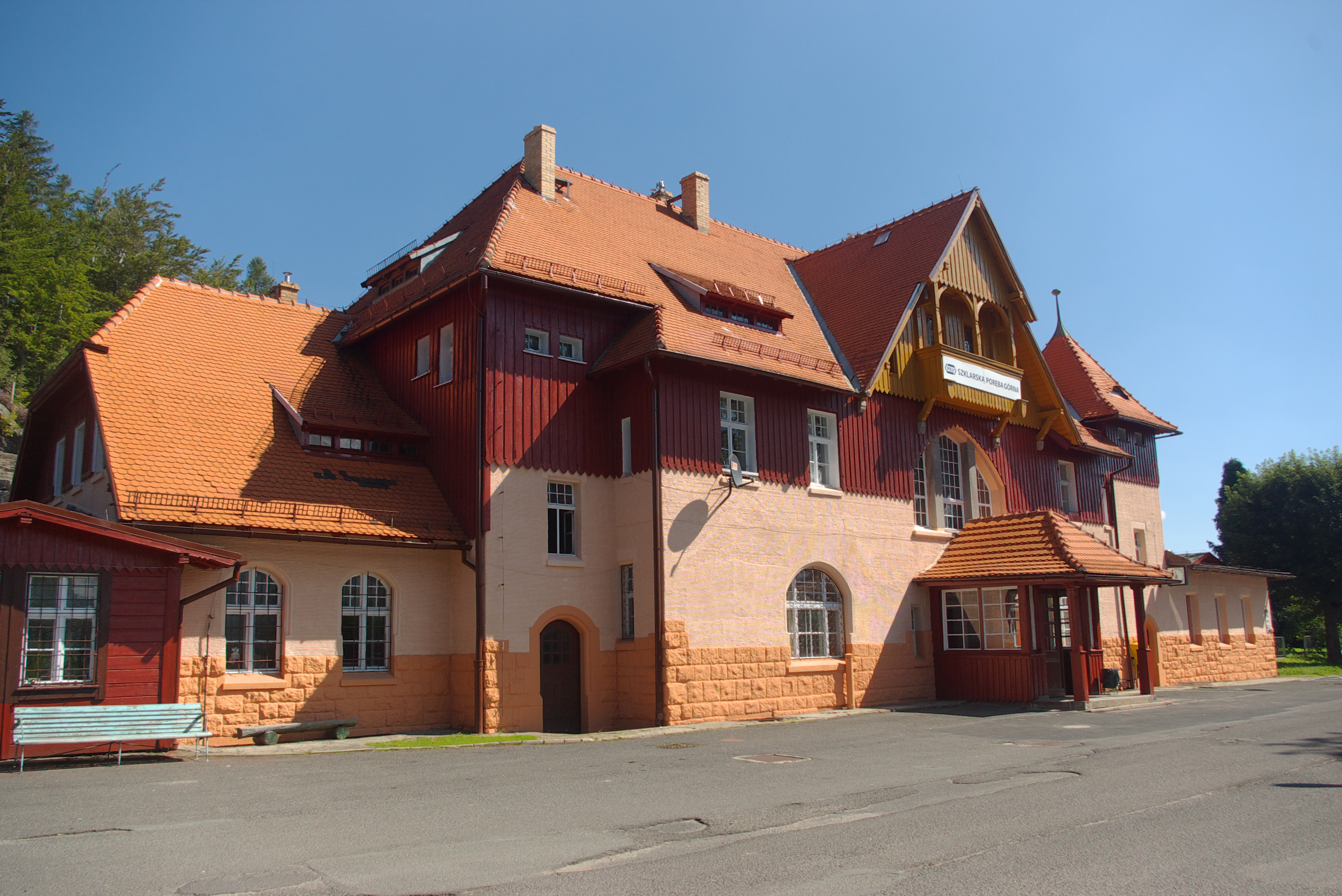
Szklarska Poręba Górna
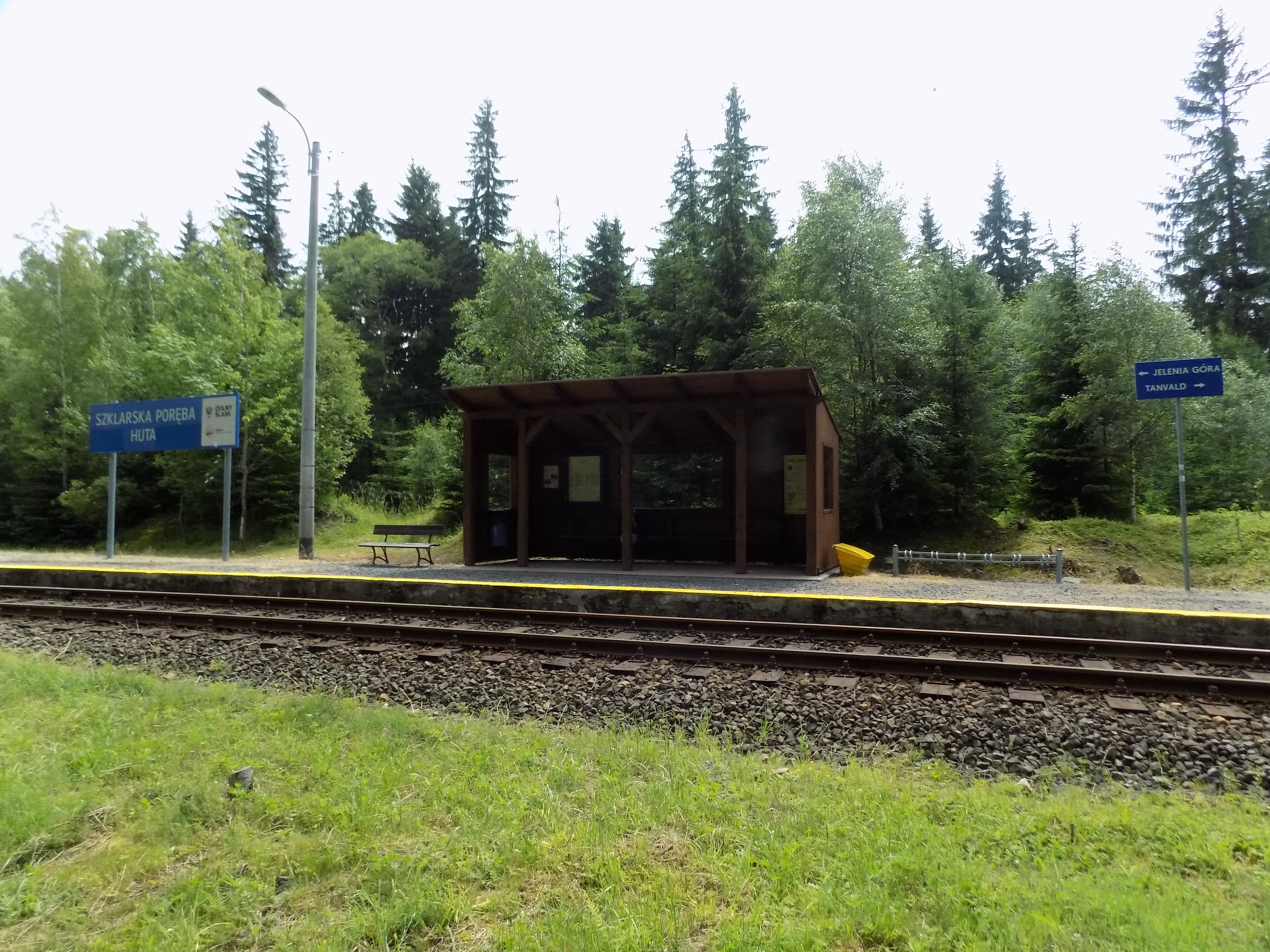
Szklarska Poręba Huta
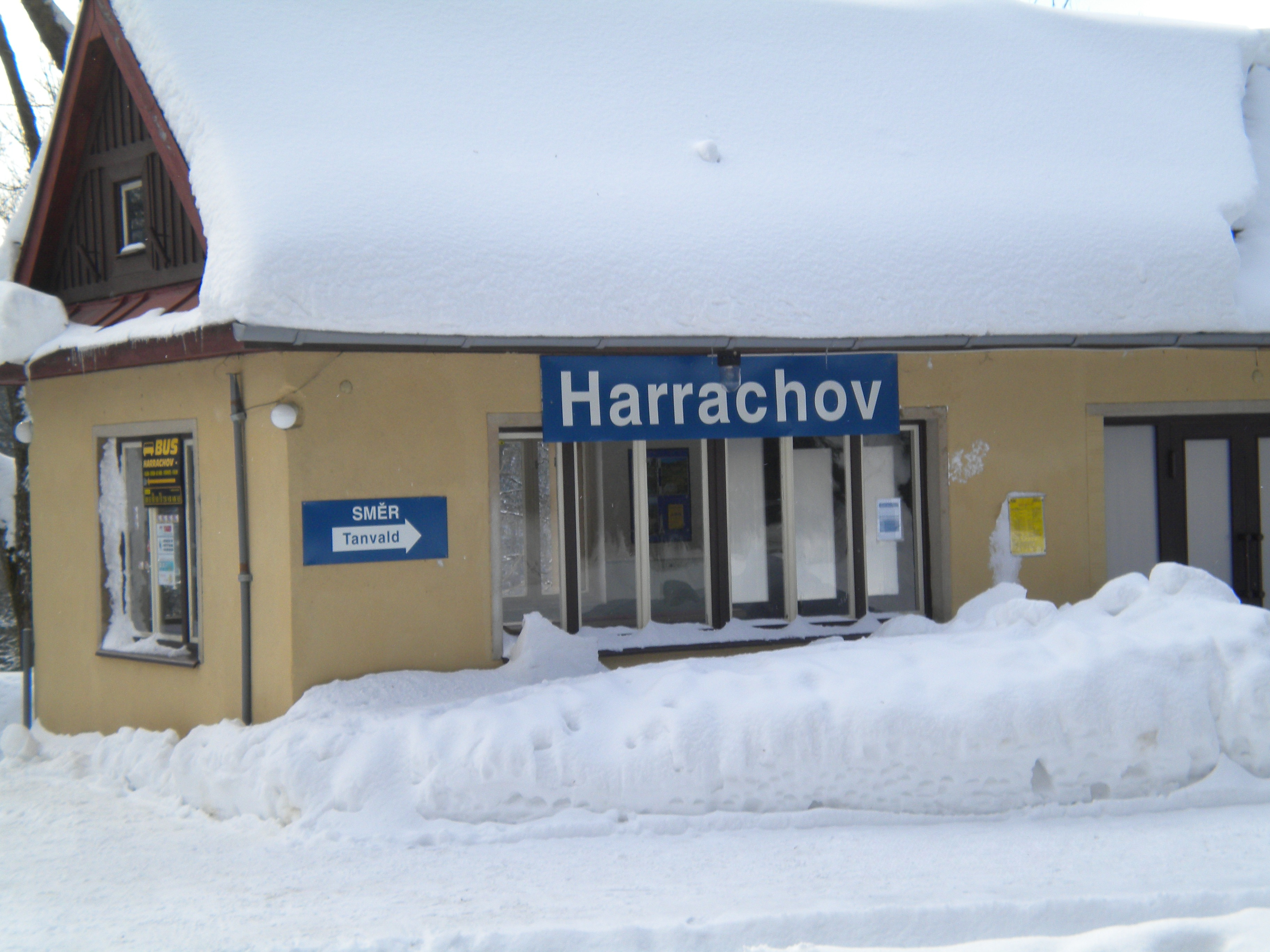
Harrachov